# Zlatý Potok (Lesná)
Zlatý Potok (německy Goldbach) je zaniklá osada, která ležela v lesích poblíž hranice s Německem, západně od Lesné, na přítoku Celního potoka v Česku, okrese Tachov. 

## Historie

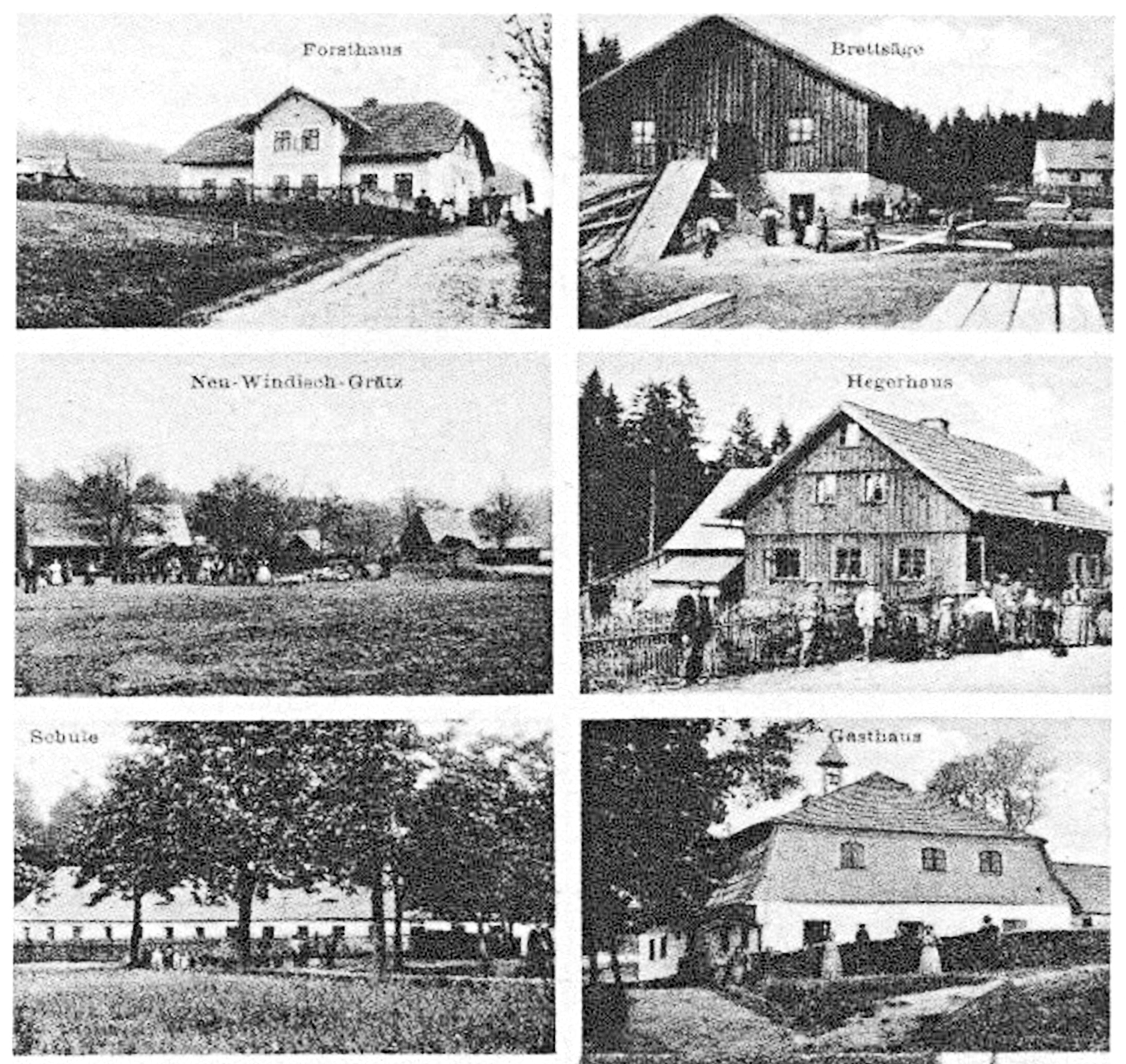
Ukázky zástavby ve Zlatém Potoce na pohlednici z doby kolem roku 1900

Ve středověku se na území Zlatého Potoka zřejmě rýžovalo zlato, osada ale vznikla ve třicátých letech 18. století, společně se sklárnou, která pracovala až do roku 1894. Před druhou světovou válkou byly udržované pouze hájovna a hospoda, po roce 1945 i ty zanikly.
Na místě osady se nachází dvě dřevěné budovy, které vznikly po roce 1990, zříceniny budovy a sokly dvou křížků.